# ドゥジュアン・リチャーズ
ドゥジュアン・オディール・リチャーズ（Dujuan Odile Richards, 2005年11月10日 - ）は、ジャマイカのポート・ロイヤル出身のプロサッカー選手。プレミアリーグのチェルシーFC所属。ポジションはフォワード。ジャマイカ代表。

## 経歴

### ユース
ジャマイカで生まれ育ち、2017年に11歳で地元のフェニックス・アカデミーに加入した。また、並行してイングランドのサッカーアカデミーでトレーニングを積んでいた。

### チェルシーFC
2023年2月にプレミアリーグのニューカッスル・ユナイテッドFCのトライアルに参加した。
その後、2023年3月にチェルシーFCとの契約に合意し、18歳の誕生日を迎えた後に同クラブへ加入することが決まった。
2024年1月12日、正式にチェルシーへ加入した。

## 代表歴
2023年3月にジャマイカ代表に初選出され、12日に17歳でA代表デビューを果たした。
2023年6月のCONCACAFゴールドカップにジャマイカ代表で出場し、トリニダード・トバゴとの2回戦で代表初得点を記録した。ジャマイカ代表の同大会最年少得点記録を更新した。
祖母がイングランド出身であるため、イングランドの代表資格も持つ。

## 個人成績

### 代表
| ジャマイカ代表 | 国際Aマッチ | 国際Aマッチ |
| 年             | 出場        | 得点        |
| -------------- | ----------- | ----------- |
| 2023           | 10          | 1           |
| 通算           | 10          | 1           |